# Simple Desktop Display Manager
Simple Desktop Display Manager (SDDM), em português Gerenciador de Exibição de Área de Trabalho Simples, é um gerenciador de exibição (um programa de login gráfico e um gerenciador de sessão) para os sistemas de janelas X11 e Wayland. O SDDM foi escrito do zero em C++11 e suporta temas por meio do QML.
O SDDM é um software livre e de código aberto, sujeito aos termos da Licença Pública Geral GNU, versão dois ou posterior.

## Adoção
Em 2013, os membros do Fedora KDE decidiram padronizar o SDDM no Fedora 21.
O Simple Desktop Display Manager foi adotado como programa de login gráfico padrão pelo Hawaii.
O KDE escolheu o SDDM para ser o sucessor do KDE Display Manager para o KDE Plasma 5.
Os desenvolvedores do LXQt recomendam o SDDM como um gerenciador de exibição.